# Ultima Underworld II
Ultima Underworld II: Labyrinth of Worlds est un jeu vidéo de type dungeon crawler en vue subjective développé par Looking Glass Studios et publié par Origin Systems en janvier 1993. Il fait suite à Ultima Underworld: The Stygian Abyss dont il reprend le moteur graphique et le système de jeu. Comme son prédécesseur, il se déroule dans le monde médiéval-fantastique de la série Ultima. Le joueur incarne l'Avatar — le principal protagoniste de la série — et parcourt de multiples dimensions afin d'empêcher le Gardien de dominer le monde. Son système de jeu mélange des éléments de simulation et de jeu de rôle lui valant d'être désigné comme une « simulation de donjon » par ses concepteurs. Le jeu propose ainsi un gameplay émergent, la progression dans celui-ci se faisant de manière non-linéaire.
Le développement d’Ultima Underworld II commence en avril 1992, peu de temps après la sortie du premier volet. L’objectif de l’équipe de Looking Glass est alors de perfectionner le concept de son prédécesseur en créant un environnement plus vaste et plus interactif. Pour cela, les développeurs décident de réutiliser et d’améliorer le moteur de jeu d’Ultima Underworld. Le développement du jeu a été entravé par le manque de personnel du studio et une phase de test trop longue, le cycle de production très court menant notamment certains développeurs au burnout.
À sa sortie, le jeu est bien accueilli par la presse spécialisée qui salue notamment ses graphismes, son design et son côté immersif. Son interface est cependant très critiqué, de nombreux journalistes la jugeant frustrante et difficile à prendre en main. Le jeu reste considéré comme un des meilleurs jeu vidéo de rôle, de nombreux sites et magazines l’incluant dans leurs classements des meilleurs jeux vidéo de tous les temps. Prenant en compte les difficultés rencontrées pendant le développement du jeu, Looking Glass a ensuite revu son processus de création, en reprenant notamment certaines idées d’Ultima Underworld pour développer System Shock. L’équipe a envisagé à de nombreuses reprises de créer une suite, mais Origin Systems a systématiquement rejeté l’idée.  Le jeu Arx Fatalis publié en 2002 et développé par Arkane Studios est cependant considéré comme la suite spirituelle de la série. Le jeu Underworld Ascendant développé par OtherSide Entertainment devrait être le premier jeu de la licence depuis la sortie d’Ultima Underworld II.

## Trame

### Univers
Comme son prédécesseur, Ultima Underworld II se déroule dans un monde médiéval-fantastique appelé Britania. L’histoire est plus liée à la série principale des Ultima que le premier épisode, le jeu se déroulant entre les deux parties d’Ultima VII. Un an après les événements de la Porte Noire, l’Avatar — ainsi que toute personne présente dans le château de Lord British — est pris au piège par le Gardien sous un dôme de pierre noire. L’Avatar doit voyager vers d’autres mondes sous le contrôle du Gardien afin de libérer le château de l’emprise du sort.

### Scénario
Un an après les évènements racontés dans Ultima VII, l'Avatar et d'autres personnages importants de Britania se rendent à une réunion urgente au château de Lord British. Ils sont alors emprisonnés dans un large dôme indestructible couvrant l'ensemble du château,, le Gardien planifiant d'en profiter pour envahir Britania. En explorant les égouts situés sous le château, l'Avatar découvre une étrange gemme qui lui permet de voyager vers d'autres dimensions. La magie utilisée par le Gardien pour emprisonner le château a en effet causé l'ouverture de portails entre huit mondes parallèles,, chacun d'eux étant une source du pouvoir du Gardien. Les habitants de ces dimensions sont sous l'égide du Gardien, le joueur devant libérer chacun de ces mondes pour affaiblir les pouvoirs du Gardien et ainsi libérer le château de Lord British,. Pendant tout le jeu, le Gardien se moque des efforts de l'Avatar en s'invitant dans ses rêves. Pendant que le héros explore les autres dimensions, une intrigue — désignée comme un soap opera par le journaliste David McCandless — se déroule au château. Un des personnages bloqué dans le château se révèle en effet être un traitre et l'Avatar doit découvrir son identité.
La première dimension visitée par l'Avatar est la tour prison de Fyrna, contrôlée par une armée de gobelins sous les ordres du Gardien. L’Avatar parvient à libérer les humains enfermés dans la prison et obtient une gemme similaire à celle trouvée dans les égouts du château de Lord British,. Revenu au château, l'Avatar utilise la gemme pour débloquer l’accès à une nouvelle dimension. Il arrive alors à Killorn Keep, une forteresse volante, où il rencontre la sorcière Altara qui l’avertit de la présence d’un espion magique caché sous le château de Lord British. Après l’avoir éliminé, l’Avatar se voit confier par Altara une perle noire qui lui permet d’accéder à une dimension souterraine abritant les vestiges d’une ancienne civilisation détruite par le Gardien et sous l'égide du fantôme Beatrice,. Il y découvre une nouvelle gemme avant de retourner au château où il découvre que Lady Tory a été assassinée par le traitre. Il explore ensuite le monde de Talorus, un monde habité par des êtres d'énergie, appelés les Talorids, ayant chacun une spécialité. Ces derniers ont été créés par le Gardien mais l'Avatar parvient à détruire le seul Talorid capable de se reproduire, libérant ainsi son peuple,. Arrivé dans une nouvelle dimension, l'Avatar complète ensuite une série de test à l'académie Scintillus, une école de magie, dont les professeurs ont été tués par le Gardien,. Après avoir obtenu une nouvelle gemme, il accède aux Pics du Carnage, une prison souterraine servant de camp pour les troupes du Gardien,. L’Avatar retourne alors au château de Lord British pour y débusquer le traitre. Après l’avoir tué, il se rend dans un étrange monde, l’Ethereal Void, où il doit réussir quatre épreuves afin de trouver une dernière gemme. En revenant sur Britania, l’Avatar affronte des soldats du Gardien ayant infiltré le château de Lord British. Il se rend ensuite dans une dernière dimension, la tombe de Praecor Loth avant de retourner au château où il parvient à détruire le dôme créé par le Gardien.

## Système de jeu
Comme son prédécesseur, Ultima Underworld II est un jeu vidéo de rôle dans lequel le joueur contrôle en temps réel, via une interface en pointer-et-cliquer, un personnage devant explorer un donjon représenté en 2,5D que le joueur observe en vue subjective. L'objectif du joueur est d'explorer les différents mondes parallèles du jeu, tout en accomplissant des quêtes pour aider les habitants de ces mondes,,.

### Personnages
Le jeu débute par la création d'un personnage, le joueur pouvant notamment choisir son genre, sa main dominante, sa classe de personnage et ses compétences. Huit classes de personnage — le barde, le druide, le guerrier, le magicien, le paladin, le rôdeur, le berger et le bricoleur — sont ainsi disponibles dans le jeu, à chaque classe étant associées des caractéristiques — la force, la dextérité et l'intelligence — et des aptitudes lui étant automatiquement attribuées. En plus de ces dernières, le joueur peut choisir des compétences génériques incluant le combat à la hache, le troc ou le crochetage de serrures. En combattant les créatures peuplant le donjon ou en accomplissant des quêtes, le personnage accumule de l'expérience qui lui permet de devenir plus puissant. La quantité de points d'expérience détermine en effet le niveau du personnage, chaque passage à un niveau supérieur permettant au personnage de gagner des points de vie et de mana (c'est-à-dire la quantité d'énergie magique) supplémentaires. L'expérience permet également d'acquérir des « points de compétence » permettant d'améliorer les compétences du personnage. Dans ce domaine, Ultima Underworld II se démarque de son prédécesseur, les compétences ne s'améliorant plus par l'intermédiaire de sanctuaire mais en s'entrainant avec des personnages non-joueur présents dans le château de Lord British,. Le personnage dispose également d'un inventaire listant les objets, les armes et les armures qu'il transporte et dont il peut équiper son personnage, le nombre d'objets qu'il peut stocker dans son inventaire étant limité.

### Le donjon
Le monde d'Ultima Underworld II est composé de huit dimensions, le joueur devant toutes les explorer avant de parvenir à terminer le jeu. La progression du joueur dans le jeu n'est pas linéaire, le joueur pouvant explorer les différents environnements, combattre les monstres et accomplir les quêtes du jeu dans n'importe quel ordre. Plusieurs approches sont possibles pour faire face aux différentes situations auxquelles le personnage peut être confronté,. Ainsi, le joueur peut choisir de combattre les monstres directement ou de les éviter en utilisant les mécanismes d'infiltration du jeu. Le personnage peut également effectuer différents types d'actions comme regarder vers le haut (ou vers le bas), sauter et nager,. Le jeu étant conçu comme une « simulation de donjon » réaliste et interactive, le joueur doit gérer son personnage tout au long de l'exploration du donjon,. Pour garder une bonne condition physique, le personnage doit ainsi manger et se reposer. Pour se déplacer efficacement à travers les différents niveaux, il est également nécessaire de prévoir un moyen de s'éclairer, comme une torche, afin d'accroitre la distance de vue du personnage. Les objets se détériorent au fur et à mesure de leur utilisation et les torches se consument entièrement si le joueur oublie de les éteindre avant que le personnage ne s'endorme. Le jeu inclut un moteur physique permettant entre autres de faire rebondir les objets lorsqu'ils sont lancés contre un mur. Les différentes dimensions abritent également des personnages non-joueurs avec lesquels le personnage contrôlé par le joueur peut interagir en sélectionnant des phrases dans un menu de dialogue. Ces derniers peuvent notamment faire du troc avec le joueur.

### Combats
Les combats se déroulent en temps réel, le joueur pouvant combattre au corps à corps aussi bien qu'à distance. Pour faire attaquer son personnage, le joueur clique sur l'écran de jeu puis maintient le bouton de la souris enfoncé, ce temps de maintien permettant de régler la puissance du coup. Certaines armes permettent d'effectuer différents types d'attaque en fonction de l'endroit où le curseur de la souris se trouve. Par exemple, cliquer en bas de l'écran permet d'envoyer un jab alors que cliquer au milieu produit un slash. La précision des coups est ensuite calculée à l'aide d'un jet de dé simulé par le jeu. Lorsqu'ils sont blessés, les ennemis sont susceptibles de s'enfuir. Le joueur peut également lancer des sorts en sélectionnant une combinaison appropriée de runes. Ces runes doivent être trouvées dans les donjons avant de pouvoir être utilisées. Plus de quarante sorts sont ainsi disponibles dans le jeu, certains sorts permettant par exemple de voler ou de déclencher un tremblement de terre.

### Interface
Ultima Underworld II utilisant le même moteur de jeu que son prédécesseur, son interface partage de nombreuses caractéristiques avec celles de ce dernier. Le joueur utilise la souris pour interagir, via une interface en pointer-et-cliquer, avec l'environnement du jeu et avec les boutons de l'affichage tête haute. Chaque bouton a une fonction particulière ; ainsi, le bouton « regarder » permet au personnage d'examiner un objet, alors que le bouton « combattre » lui permet de préparer ses armes avant un combat. Une mini-map, que le joueur peut annoter, est automatiquement complétée au fur et à mesure que le joueur explore le donjon, à condition que l'environnement soit suffisamment éclairé,.

## Développement

### Conception
Looking Glass Studios commence le développement de Ultima Underworld II en avril 1992. L’objectif de l’équipe de développement est alors de s’appuyer sur les bases posées par le premier jeu de la série, Ultima Underworld. Ils essayent notamment d’écrire un scénario plus complexe et d’inclure de meilleurs éléments de simulation et de gameplay. D’après le chef de projet, Doug Church, le point fort de l’équipe de développement réside dans la présence de quatre concepteurs dédiés, ce qui représente une nette amélioration par rapport au développement du premier Ultima Underworld pour lequel chaque membre de l’équipe avait dû assumer plusieurs rôles,. Le niveau The Tomb of Praecor Loth a été en grande partie créé par Austin Grossman, pour lequel il s’est inspiré du module Tomb of Horrors pour Donjons et Dragons. La présence de concepteurs supplémentaires a permis au studio de concevoir plus en détail les différents niveaux d’Ultima Underworld II, de manière à s’assurer que les joueurs auraient des choses intéressantes à voir ou à faire lors de l’exploration de chaque zone du jeu.
L’équipe a également tenté de peaufiner les différents mécanismes du jeu, par exemple en rendant certaines capacités plus puissantes que dans le jeu original. De nombreuses énigmes ont également été ajoutées, ainsi que de nouvelles manières d’interagir avec l’environnement. D’après Doug Church, le monde du jeu est également plus vaste, atteignant plusieurs fois la taille de celui d’Ultima Underworld. Il regrette néanmoins que l’équipe ait été un peu trop ambitieuse sur ce point car, sans cela, le jeu aurait pu être peaufiné plus en détail.

### Production
Comme son prédécesseur, Ultima Underworld II est produit par Warren Spector, qui est le principal lien entre Looking Glass Studio et son éditeur, Origin Systems,. D’après Doug Church, celui-ci a fait un excellent travail dans sa gestion du projet en aidant notamment l’équipe de concepteur à se refocaliser via des points téléphoniques hebdomadaires et des réunions mensuelles. Warren Spector a également recruté un certain nombre d’artistes contractuels pour aider l’équipe d’artistes du studio dans les moments les plus critiques du développement. Cela a néanmoins causé une surcharge de travail pour Doug Church qui doit alors donner ses instructions et suivre le travail des artistes par téléphones.

### Bande originale
La musique du jeu a été composée par Dan Schmidt et Seamus Blackley en seulement une semaine. Ils ont essayé d’obtenir un son unique pour chaque monde du jeu, tout en cachant des variations du thème principal dans chaque piste. Le système de musique dynamique utilisé dans Ultima Underworld a été conservé avec seulement quelques modification, l’équipe ayant inclus des effets sonores digitalisés au lieu des sons synthétisés utilisés dans le jeu original,.

### Test
Ultima Underworld II a été développé en environ neuf mois. Le jeu est initialement prévu pour février 1993, mais sa sortie est finalement avancée à décembre 1992,. La phase de test du jeu s’est étalée sur environ deux mois et demi, les employés de Looking Glass et d’Origin ayant été mis à contribution pour celle-ci en plus d’entreprises spécialisées,. D’après Doug Church, cette phase de test a pris plus de temps que prévu du fait des plaintes des testeurs et de la présence de nombreux bugs. L’équipe tente alors désespérément de respecter les délais et parvient à terminer le jeu le 18 décembre 1992. Du fait d’un bug que l’équipe de développement n’arrivait pas à reproduire et donc à éliminer, la sortie est finalement repoussée pour permettre des tests supplémentaires. Ce contretemps empêche le jeu de sortir pour Noël et celui-ci est finalement publié en janvier 1993.

## Accueil

### Critiques
| Ultima Underworld II |    |       |
| Datormagazin         | US | 5/5   |
| Gen4                 | FR | 94 %  |
| Joystick             | FR | 90 %  |
| PC Format            | US | 93 %  |
| PC Zone              | US | 94 %  |
| Power Play           | US | 91 %  |
| Tilt                 | FR | 18/20 |

Paul Presley  du magazine PC Review juge le jeu « énorme » et salue son atmosphère, sa diversité accrue et ses graphismes plus détaillés que dans le premier volet de la série. Il constate que si le jeu ne constitue pas pour le genre une avancée aussi significative que son prédécesseur, il est tout de même « magnifique » et qu’entre Ultima Underworld et Ultima Underworld II, il choisirait aujourd'hui la suite sans hésiter. Le journaliste David McCandless du magazine PC Zone partage le même avis sur l’atmosphère, notamment sonore, et les graphismes du jeu qu’il juge « renversants » et qu’il compare à un film. 'après lui, « rien ne prépare à la liberté offerte par le jeu » qui offre des sensations proches de la réalité virtuelle. Il regrette cependant que son environnement trop vaste le rende moins prenant que son prédécesseur mais conclu que cela ne l’a pas empêché de « rester scotcher, de baver et de s’exclamer toutes les huit à dix minutes ». Pour la critique du Toronto Star, Ultima Underworld II est « le meilleur jeu vidéo de rôle médiéval-fantastique du monde et de ses univers parallèles », son auteur faisant notamment l’éloge de sa mini-map et de la fidélité accrue de ses graphismes. Ce dernier juge cependant que le jeu nécessite un certain temps d’apprentissage en expliquant que ses défauts peuvent se révéler frustrants malgré son superbe design. Il considère donc qu’il faut être patient pour profiter pleinement du jeu mais que ceux qui le sont seront récompensés par un jeu qui ne ressemble à aucun autre. Comme ses collègues, Doug Sencat du magazine Computer Gaming World apprécie les graphismes du jeu. Il salue également la qualité de son scénario, de ses dialogues et de son monde en trois dimensions qui, d’après lui, donnent un sens au jeu. Il critique en revanche son système de contrôle et note que se déplacer dans l’environnement du jeu est au départ « frustrant ». Il regrette également que le scénario et les dialogues soient trop linéaires et que les personnages non-joueur ne soient pas plus autonomes. Pour lui, le jeu est donc une « longue et éprouvante quête » qui semble plus souvent « frustrante que plaisante » et bien qu’il le considère comme un jeu de bonne qualité, il avoue avoir ressenti du soulagement plus que de l’exaltation au moment où il est enfin parvenu à sortir du labyrinthe. La critique de Scorpia dans le même magazine est en revanche plus positive, celle-ci le décrivant comme une « bonne suite à son prédécesseur ».

### Ventes
D'après Paul Neurath, Ultima Underworld II et son prédécesseur se sont, au total, vendus à 500 000 exemplaires.

### Rétrospectives
Dans une rétrospective publiée en 2004, John Walker — journaliste pour PC Gamer UK — explique qu'à sa sortie, le jeu est « nouveau et excitant dans une demi-douzaine de domaines différents », performance qu'il considère comme n'ayant jamais été égalé depuis. Dans le même magazine, Ultima Underworld II est régulièrement inclus dans la liste des cent meilleurs jeux sur PC. En 2001, le magazine le classe ainsi à la 54e position de ce classement, l'un des journalistes notant que celui-ci est encore meilleur que Ultima Underworld et qu'il doit être salué comme « l'un des meilleurs RPG de l'histoire ». En 2007, la rédaction du magazine le classe 37e et explique « qu'aucun autre jeu n'a jamais mis la barre aussi haut ». En 2011, le magazine le classe à la 98e position du classement, un des journalistes le décrivant comme un jeu vidéo « venant du futur » qu'il qualifie comme étant « merveilleux, riche et incroyablement interactif ».

## Postérité
D'après Doug Church, la longue phase de test d’Ultima Underworld II s'est révèlée très stressante pour les développeurs, provoquant des situations de syndrome d’épuisement professionnel dans l'équipe,. Après avoir terminé le développement du jeu, le studio décide donc « avoir fait assez de jeu de donjon » et commence à réfléchir à un nouveau projet basé sur un concept similaire mais ne se déroulant pas dans un univers de fantasy,. Après plusieurs séances de brainstorming entre Church, Spector, Grossman et Neurath, Looking Glass commence ainsi le développement de System Shock. Pour celui-ci, l'équipe s'est notamment inspirée du travail réalisé par Grossman sur le niveau Tomb of Praecor Loth d’Ultima Underworld II pour concevoir System Shock.
Le studio envisage ensuite de créer un troisième Ultima Underworld mais Origin Systems refuse leur proposition. Après un nouveau refus de la part d'Electronic Arts concernant le développement d'un troisième volet, Arkane Studios décide de créer un successeur spirituel d'Ultima Underworld qu'ils baptisent Arx Fatalis. En 2014, Neurath et sa société OtherSide Entertainment ont annoncé un nouveau titre, baptisé Underworld Ascension, qu'ils désignent également comme une suite spirituelle à la série Ultima Underworld.

#### Sources primaires
- [Grossman et Spector 1993] (en) Austin Grossman et Warren Spector, Ultima Underworld II: Player Guide, Origin Systems, 1993, 39 p.
- [Grossman 1993a] (en) Austin Grossman, Ultima Underworld II: A Safe Passage Through Britannia, Origin Systems, 1993, 28 p.
- [Grossman 1993b] (en) Austin Grossman, Ultima Underworld II Clue Book: Gems of Enlightenment, Origin Systems, 1993, 80 p. (ISBN 9780929373126)

#### Guide de jeu
- [Addams 1992] (en) Shay Addams, The Official Book of Ultima, Compute! Books, 1992, 308 p. (ISBN 9780874552645)

#### Sources secondaires
- [Hallford 2001] (en) Jana Hallford, Swords & Circuitry: A Designer's Guide To Computer Role-Playing Games, Prima Tech, 2001, 514 p. (ISBN 9780761532996)
- [Rouse 2005] (en) Richard Rouse, Game Design: Theory & Practice Second Edition, Wordware Publishing, 2005, 698 p. (ISBN 9781556229121)